# Războiul din Golf

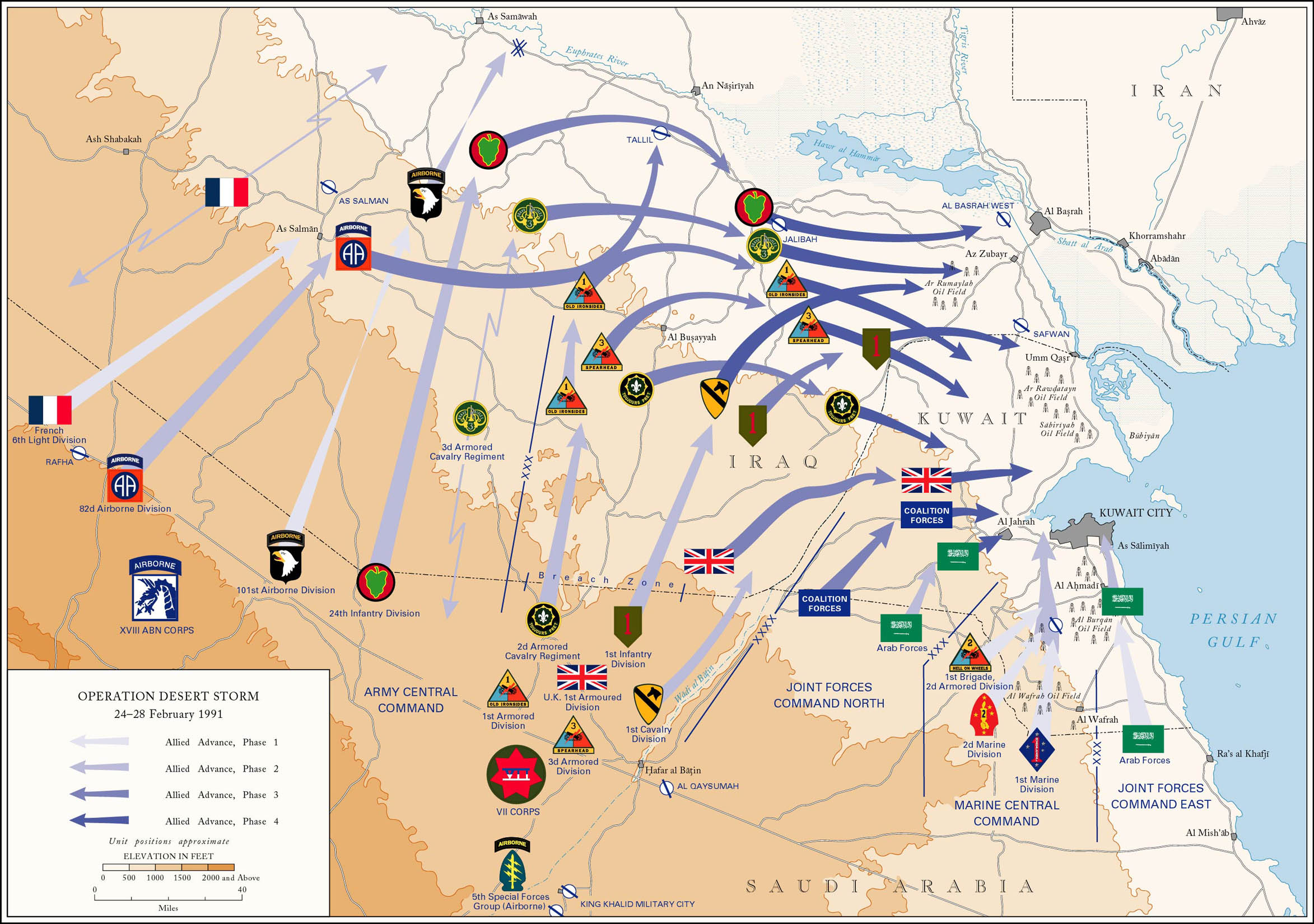
Schemǎ a conflictului

La 2 august 1990, sub pretextul că deține drepturi istorice asupra Kuweitului, Irakul, condus de Saddam Husein, a invadat acest emirat și l-a anexat. ONU a condamnat agresiunea și a instituit un embargo comercial împotriva Irakului și, față de refuzul Bagdadului de a-și retrage trupele, a declanșat la 3 ianuarie 1991, o operațiune militară (Operațiunea "Furtună în deșert"), grosul forțelor aeriene fiind asigurat de SUA. În urma acestei acțiuni, Kuweitul a fost eliberat (27 februarie), dar Irakul a rămas sub un regim de sancțiuni și de control al ONU, existând indicii că autoritățile de la Bagdad fabrică în secret arme bacteriologice și chimice. Refuzul guvernului irakian de a coopera cu echipele de control a determinat acțiunea de pedepsire americano-engleză (bombardamentele aeriene), din decembrie 1998 (Operațiunea "Vulpea deșertului").